# Pierre Sellier (consultant)
 (octobre 2021).
L'article doit être relu — et modifié si nécessaire — par des contributeurs indépendants pour apporter un regard critique aux contributions effectuées en violation des conditions d'utilisation de Wikipédia, tant sur la forme (notamment concernant le style encyclopédique, la proportionnalité) que sur le fond (la neutralité de point de vue, la qualité et l'indépendance des sources).
Pour les articles homonymes, voir Pierre Sellier.
Pierre Sellier est un professionnel du conseil en stratégie, connu pour différentes opérations de renseignement.

## Biographie
Né en 1966, Pierre Sellier est diplômé en 1988 de l'École des hautes études commerciales de Paris, en stratégie et finance. Pendant quatre années passées au Japon, Pierre Sellier a travaillé, dans le cadre du service militaire, pour Teikoku Sanso ("Oxygène Impérial"), filiale d'Air liquide, Teikoku Sanso, la plus ancienne implantation occidentale au Japon (1910). Pour Teisan, Sellier travaille sur la stratégie marketing de la société en direction des entreprises de microélectronique. Toujours au Japon, de 1989 à 1991, il se consacre au jeu de Go,.
Selon diverses sources, il serait soit un ancien agent de la DGSE,, soit un ancien des services secrets,, sans autre précision, ce qu'il dément.

## Activités professionnelles

### M2i, cabinet de stratégie
À son retour du Japon en 1991, il intègre le cabinet de stratégie M2I où il développe un département « sécurité nationale », autour des problématiques liées aux nouvelles technologies : empreintes digitales, drones, cartes à cryptoprocesseurs, etc.

### Centre International des Sciences Criminelles et Pénales
Il a été conseiller du Président du Centre international des sciences criminelles et pénales (CISCP), Jacques Genthial, directeur honoraire central de la Police Judiciaire (DCPJ).

### Salamandre
Sellier co-fonde en 1997 la société Salamandre, une entreprise œuvrant dans le renseignement et le conseil en stratégie,, dont il est l'un des dirigeants depuis 1997[réf. nécessaire].

### Cercle de réflexion Serendip consacré aux enjeux de Sécurité Nationale
Pierre Sellier est secrétaire général du cercle de réflexion « Serendip », un groupe consacré aux enjeux de sécurité de l’État et des États de l'Union européenne. Ce cercle a élaboré une doctrine de sécurité nationale pour le ministre des affaires étrangères et proposé un schéma européen de gouvernance de l'internet. Serendip est également intervenu en Libye en 2005 , puis en Indonésie en 2006 et 2007 avec pour Président Loïc Hennekinne, ancien secrétaire général du Quai d’Orsay d’Hubert Védrine ,.

## Apparition médiatique de Pierre Sellier dans l'affaire Clearstream
En 2004, une note émanant du patron de la DST, Pierre de Bousquet de Florian, et saisie chez Dominique de Villepin, indique que « Interrogé sur les sociétés privées, la source en cite deux [...] et parmi celles de haut niveau pouvant mener une telle opération : spontanément la source n’en voit qu’une : Salamandre ». Selon Xavier Monnier, le patron du service de contre-espionnage se serait lourdement trompé « à force de louvoiements » et aurait été muté pour cette raison, la note de Pierre de Bousquet de Florian contre Sellier s’apparentant par exemple à un faux 
Plus tard, en 2005, au début de leur enquête pénale, les deux juges d'instruction Jean-Marie d'Huy et Henri Pons s'intéressent au cabinet Salamandre qui travaillait alors, entre autres, pour EADS, l'employeur de Jean-Louis Gergorin et d'Imad Lahoud.
Finalement, le nom de Pierre Sellier apparaît publiquement en 2006 dans l’affaire Clearstream 2 à la suite de la saisie au domicile du général Philippe Rondot, ancien Conseiller pour le Renseignement et les Opérations Spéciales (CROS) du ministre de la défense, d’une note de Pierre Sellier intitulée Synthèse des entretiens première quinzaine de mai 2005 - Résumé de verbatim IMALA, raccourci d’Imad Lahoud. Dans cette note, « il présente Imad Lahoud — qu'il avait « débriefé » en mai 2005 — comme un mythomane se disant couvert par Alain Juillet »,.Selon Libération, cette note serait remontée au plus haut niveau  : Jean-François Clair, directeur adjoint de la DST, Bernard Squarcini, directeur adjoint des RG, Alain Juillet, haut fonctionnaire chargé du renseignement au  Secrétariat général de la Défense et de la Sécurité nationale (SGDSN), le Général Philippe Rondot au Ministère de la Défense prennent chacun connaissance de la note de renseignement établie par Sellier .
Pierre Sellier est interrogé le 30 octobre 2006 par la DNIF afin de comprendre le cheminement de cette note et d'éclaircir les rapports d'Imad Lahoud avec lui et Alain Juillet ainsi que leurs fréquences. D'autre part, « Sellier est aussi réputé proche d'Alain Juillet, donc susceptible de lui rendre compte sur bien d'autres sujets. »
Il s'avérera que Pierre Sellier avait en réalité transmis cette note au directeur adjoint de la DST qui l'avait lui-même remise aux juges d'Huy et Pons.
Le faussaire de l’affaire Clearstream, Imad Lahoud, tente d’accuser Sellier de lui avoir prêté des propos qu’il n’aurait pas tenus mais un témoin présent à l’entretien entre Sellier et Lahoud, le dirigeant du groupe de presse Indigo et rédacteur en chef d’ Intelligence Online, Maurice Botbol, confirme aux enquêteurs l’exactitude du contenu du verbatim de Sellier . Après les vérifications matérielles de la police judiciaire, la validation judiciaire du verbatim de Sellier met fin aux enquêtes parallèles et clot ce débat au sein des services, confirmant la qualité d’ escroc au renseignement d’Imad Lahoud ,.
En janvier 2020, en aval du traitement d’affaires non résolues autour de Clearstream, Pierre Sellier est convoqué devant la 33ème chambre (terrorisme et criminalité organisée) du tribunal de Paris pour avoir adressé à l’été 2019 différents courriels électroniques malveillants ayant troublé la tranquillité de deux destinataires, le commissaire divisionnaire Jean-François Gayraud, adjoint de Pierre Bousquet de Florian à la Coordination nationale du renseignement et de la lutte contre le terrorisme (CNRLT)  et collaborateur de Pierre Bousquet de Florian quand ce dernier dirigeait la DST à l’époque de Clearstream , et Henri-Michel Comet, ancien préfet  conseiller sécurité du cabinet de Dominique de Villepin  pendant l’affaire Clearstream puis plus tard secrétaire général du ministère de l’intérieur de Brice Hortefeux . A cette occasion, en 2020, les détracteurs de Sellier citent la note de Pierre de Bousquet de Florian de septembre 2004 et reprennent les accusations d’Imad Lahoud selon lesquelles Sellier aurait rapporté à la DST, à travers un verbatim, des propos en réalité non tenus par Imad Lahoud en mai 2005, ce qui expliquerait, selon eux, les nombreuses auditions de Sellier par la police judiciaire.

## Conduite d'opérations de renseignement

### Des méthodes et un style controversés
Personnage controversé et « inclassable », Pierre Sellier a souvent été critiqué pour la rudesse de ses méthodes et de son style. Selon Libération en janvier 2020, Sellier aurait une personnalité de type bipolaire .
Selon David Dufresne dans le livre « Tarnac, magasin général », Pierre Sellier serait coutumier du recours à des moyens pouvant être interprétés dans leur forme comme de la désinformation vis-à-vis des médias. Ainsi plusieurs journalistes de l'affaire Tarnac rapportent avoir reçu différents mails ou SMS émanant de Pierre Sellier sans qu'on puisse savoir s'il s'agit d'information ou de désinformation. Dans « Tarnac, magasin général », David Dufresne cite Sellier à ce sujet : « La manipulation est extérieure à celui qui l'exerce comme l'épée est extérieure à l'escrimeur. Alors que "manipulateur" décrit une personne quelque peu perverse et à ce titre "manipulatrice". Vous, les journalistes d'investigation, êtes dans la caverne de Platon à regarder les ombres et nous, nous utilisons l'arme de la manipulation pour tenter de vous sortir de la caverne en prenant le chemin étroit qui mène à la vérité des choses ». 
Sellier a conseillé une association nommée « Les Arvernes » de 2008,, à 2011,,, un « groupe d'influence » qui intervient comme « défenseur des intérêts stratégiques de la sécurité nationale » et qui regroupe d'anciens haut gradés de l’Aéronavale, des hauts fonctionnaires, des magistrats   appartenant au courant des « gaullistes sociaux ». Selon la Lettre A, le mode opératoire est directement inspiré de celui des anciens corsaires du Roi . Se présentant comme une organisation privée défendant les intérêts français" et opérant "en conformité avec les autorités gouvernementales", les Arvernes lancent de violentes opérations d'influence et de déstabilisation sans respecter aucune des règles de bienséance qui ont cours dans l'establishment, prenant entre autres exemple sur les méthodes développées par l'un des amis de Pierre Sellier, l'ex-Marine Guy Wyser-Pratte, investisseur franco-américain "activiste" qui a attaqué des groupes tels qu'André, Taittinger, Ingenico, Maurel & Prom, Valeo, TUI.

### Opération sur Safran en 2007
En avril 2007, dans le cadre de la résolution par Les Arvernes du conflit Sagem-Snecma ayant abouti à l'éviction par Salamandre du protégé de Thierry Breton, Jean-Paul Béchat, le nom de Pierre Sellier est associé à une opération parallèle à l'opération principale sur Safran et visant à déstabiliser Thierry Breton, alors Ministre de l'Économie.

### Opération sur Atos en 2008

#### Plainte au procureur dans le dossier Atos
Fin 2008, juste après que Thierry Breton ait pris ses fonctions chez Atos Origin, Pierre Sellier est mandaté par l'association « Les Arvernes » pour prévenir et mener à bien les objectifs de l'association qui visent à remplacer Thierry Breton par « un véritable industriel spécialisé dans les métiers des services informatiques » .
Sellier intervient d’abord pour qu’Atos ne soit pas laissé entre les mains d’un personnage comme Thierry Breton. Les Arvernes déposent deux plaintes contre X visant Centaurus et Pardus, les mandants de Thierry Breton. Pierre Sellier, patron du cabinet de conseil en stratégie Salamandre, mandaté par les Arvernes, multiplie par ailleurs les coups de téléphone ce week-end auprès des services de l'Elysée, mais aussi du ministère de l'Intérieur et du secrétariat général de la Défense nationale, afin de prévenir de l'opération menée pour les alerter de l'importance de la protection des actifs de sécurité nationale au sein d'Atos : en France, 60 % des transactions par carte bancaire passent par les serveurs d'Atos qui s'occupe aussi de l'exploitation des radars automatiques sur les routes. Atos a également obtenu le contrat des passeports biométriques et est pressenti pour décrocher celui de la carte d'identité nationale électronique.

#### Règlements de comptes en mémoire d'Edouard Stern
Dans un tout autre registre, Pierre Sellier intervient également pour venger le banquier Edouard Stern, assassiné en février 2005 (sa maîtresse a avoué le meurtre) 
. Il s'agissait d'un proche de Nicolas Sarkozy. Le président des Arvernes écrit vouloir "traquer et faire sanctionner tous ceux qui auraient gardé" envers Edouard Stern "une dette non honorée, et obtenir réparation pour les souffrances subies"
. En effet, en 2003, Edouard Stern, suivi en août 2004 par le financier Hughes de Lasteyrie (lui aussi disparu), avait porté plainte contre X pour « présentation de comptes inexacts, diffusion d'informations fausses ou mensongères, délit d'initié et recel de délit d'initié » chez Rhodia. Or, de 1998 à 2002, Thierry Breton était administrateur du groupe de chimie et président de son comité d'audit. Le nom de l'ex ministre apparaît encore dans cette même affaire un peu plus tard, quand deux officines, Egideria et Sécurité sans frontière (SSF), ont espionné les plaignants de l'affaire Rhodia
. Aux juges Jean-Marie d'Huy et Henri Pons, un responsable de SSF a affirmé que les rapports sur Edouard Stern ont été remis à Thierry Breton, alors chez France Télécom. Breton a reconnu avoir eu connaissance de ce document tout en niant l'avoir commandé : les rapports d'espionnage d'Edouard Stern auraient donc, selon Breton, été fournis gratuitement à Breton. 

### Opération en vue de préserver Gandrange en 2008
Ainsi alors qu'en 2008 Lakshmi Mittal cherche à racheter ArcelorMittal, Pierre Sellier accuse Mittal de ne pas avoir respecté ses engagements auprès de Jacques Chirac en supprimant des emplois à Gandrange, en Moselle. Mittal ne veut pas vendre afin de pas laisser s'installer un concurrent. Selon Alain Grenaut, Pierre Sellier intervient pour le compte du milliardaire franco-polonais Romain Zaleski. La CGT est favorable au rachat mais pas l'intersyndicale CFDT et CFE-CGC. En 2008, un délégué syndical CFDT, s’est plaint de Pierre Sellier auprès des Renseignements généraux de Thionville, à la suite de pressions que Sellier aurait exercées sur lui dans le cadre du désaccord entre la CGT et la CFDT.

### Transition démocratique à Madagascar en 2009
En 2009, une plainte est enregistrée contre lui alors qu'il établit une relation avec l'entourage d'Andry Rajoelina, le nouveau chef d'état de Madagascar, à qui il espère fournir des systèmes biométriques d'identification pour les prochaines élections. À la suite d'un SMS suivi quelques instants plus tard par la menace armée de deux motards casqués qui frappent à la vitre de sa voiture, Sophie Deniau, également en relation avec l'équipe du nouveau dirigeant malgache, déposa plainte. Les enquêteurs de la première division de police judiciaire établirent que le SMS provenait du téléphone de Pierre Sellier. Après avoir entendu Sellier comme témoin sous le régime de la garde à vue, selon Bernard Squarcini, les enquêteurs ne retinrent aucune charge contre lui. En guise de rétorsion judiciaire, Salamandre et Pierre Sellier déposent plainte pour délit de dénonciation calomnieuse, un délit pénal puni de cinq ans d'emprisonnement et de 45 000 euros d'amendes, hors dédommagement au civil des préjudices subis. La plainte vise Sophie Deniau et son complice Robert Bourgi : la Police Judiciaire a en effet établi qu'aucun motard, autre qu'imaginaire, n'avait menacé Madame Deniau comme cette dernière, mythomane, l'avait prétendu devant la police lors de son dépôt de plainte. Dans une interview donnée à la télévision gabonaise, Robert Bourgi reconnaît avoir cornaqué Madame Deniau pour que cette dernière dépose plainteet tente de mettre en cause Sellier : mais il n'est bizarrement plus question de motards. Les prétendus motards armés de la place du Trocadéro, initialement dénoncés par les deux escrocs à l'origine de la plainte contre Sellier, se sont volatilisés .

### Opérations relatives à la Libye en 2011
Fabrice Arfi aurait reçu entre le 2 et le 8 juillet 2011, alors qu'il préparait une série d'articles sur Ziad Takieddine et son rôle dans l'affaire Karachi, plusieurs SMS de Pierre Sellier, qui, selon Fabrice Arfi, aurait travaillé en relation avec M. Takieddine sur l’Arabie Saoudite et la Libye.
Le premier article de cette série, « Les documents Takieddine. Le financier secret qui met en danger le clan Sarkozy » n’est publié par Mediapart que le 10 juillet 2011, après la réception par Fabrice Arfi des SMS de Pierre Sellier.
Deux mois plus tard, Fabrice Arfi dépose plainte à Paris pour menace de mort « contre X », sans désigner Sellier,,,,. La plainte de Fabrice Arfi est classée sans suite par le Parquet dès 2012.[réf. nécessaire]
Le conflit entre Sellier et Arfi ne porte pas sur la Libye mais sur une autre affaire, celle du lien fait par Mediapart entre l'affaire Karachi I des commissions sur la vente de sous-marins au Pakistan en 1994 et l'affaire Karachi II de l'attentat devant l'hôtel Sheraton le 8 mai 2002 ayant entraîné la mort de onze ouvriers de la DCN (Direction des Constructions Navales). Début 2017, la piste de Mediapart d'un lien entre Karachi I et Karachi II est abandonnée par les magistrats : les parties civiles sont déboutées par la justice.
Dans un article du 24 août 2011, Mediapart affirme que Sellier, « réputé proche des services spéciaux », aurait appuyé l'homme d'affaires Ziad Takiedinne dans ses contacts avec les industriels français (SAGEM, EADS, I2E) pour les conduire en Libye de mars 2005 à juin 2006,. 
Pierre Sellier aurait imaginé la création d'un think tank franco-libyen, ayant à charge de se mettre d’accord sur ce que la France et la Libye voulaient accomplir ensemble dans les domaines industriels et technologiques. Plusieurs anciens hauts responsables de la Défense et des Affaires Étrangères pourraient être membres, le président de Salamandre étant pour sa part chargé du secrétariat général (logistique trésorerie opération).
En 2011, Fabrice Arfi de Mediapart affirme également que Pierre Sellier a « conduit des opérations de renseignement sur la  Libye pour le compte d’intérêts français » et qu'il est "réputé pour exercer des pressions, toujours dans le même sens, celui du Président de la République, Nicolas Sarkozy à l'époque de ces opérations de renseignement en Libye, comme il était déjà réputé agir dans le sens d'autres Présidents de la République comme Jacques Chirac, précédemment, lors d'autres opérations.
En 2017, plusieurs chapitres de l’ouvrage de référence sur l’affaire libyenne, Avec les compliments du Guide, de Fabrice Arfi et Karl Laske, journalistes d’investigation à Mediapart chargés en particulier de l’Affaire Sarkozy-Kadhafi, se réfèrent à des documents Salamandre.
En 2021, Libération révèle que Pierre Sellier fournissait en 2005 et 2006 au ministère de la Défense des « verbatims » d’entretiens avec Ziad Takieddine sur la Libye.